# Wonnangatta River
Wonnangatta River är ett vattendrag i Australien. Det ligger i delstaten Victoria, omkring 190 kilometer öster om delstatshuvudstaden Melbourne.
I omgivningarna runt Wonnangatta River växer i huvudsak städsegrön lövskog. Trakten runt Wonnangatta River är nära nog obefolkad, med mindre än två invånare per kvadratkilometer. Genomsnittlig årsnederbörd är 1 070 millimeter. Den regnigaste månaden är juni, med i genomsnitt 148 mm nederbörd, och den torraste är januari, med 45 mm nederbörd.